# Maluri, Vrancea
Maluri este un sat în comuna Vulturu din județul Vrancea, Muntenia, România.

## Istoric și vechime

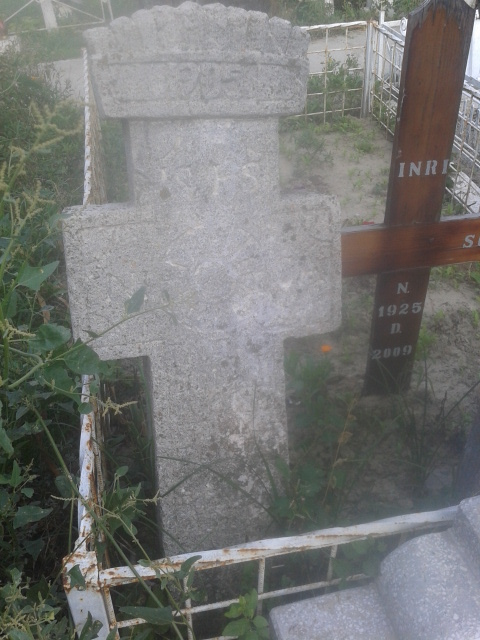
Crucea unui erou

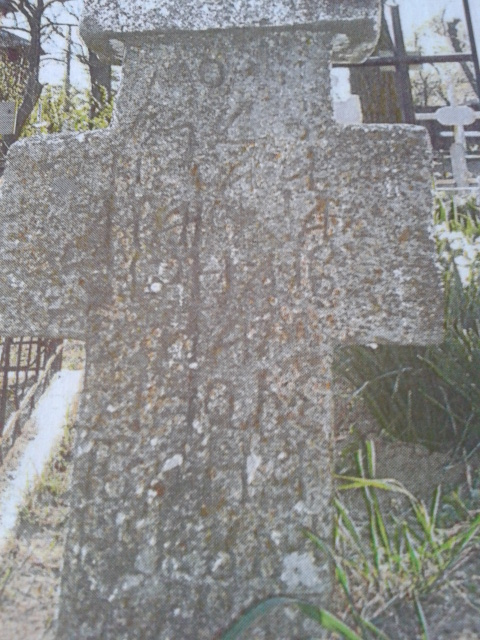
Crucea eteriștilor

Maluri este o localitate în județul Vrancea, Moldova și Muntenia, România, localizat în Câmpia Siretului Inferior din Câmpia Română.
Din punct de vedere istoric, datează de pe vremea lui Ștefan cel Mare, din aproximativ 1500. Satul este străbătut de pârâul Leica, format în albia râului Siret, al cărui curs a fost deviat pe vremea lui Ștefan cel Mare. Ulterior,  valea părăsită a Siretului a rămas un curs secundar pe care, o vreme, a mai curs apă din Siret și pe care localnicii l-au numit Sirețel. Cu timpul, pe albia aceasta părăsită de Siret (Sirețel), pe teritoriul satelor Hângulești și Maluri, au apărut izvoare din pânza freatică la care s-au adăugat, și se adaugă mereu, apele rezultate din ploi și zăpezi și care au întreținut albia până astăzi.  Astfel, s-a născut o apă nouă cu un nume nou: LEICA (PÂLNIE). În amonte, albia seacă s-a astupat, dar aici ea s-a menținut datorită Leicii și Bălanului (un pârâu ce venea din zona Bogza-Caiata). Dar Maluri mai are și o altă caracteristică specială: este un sat situat la limita dintre fostele provincii istorice Moldova și Țara Românească. Unul dintre cele mai importante momente din istoriei acestui sat poate fi considerat anul 1482 când domnii Ștefan cel Mare al Moldovei si Vlad Călugărul al Țarii Românești au stabilit hotarul pe Milcov si Leica. Până în acel an, acest teritoriu a aparținut Munteniei, dovadă fiind limbajul muntean al mălurenilor. Prima atestare documentară a satului datează din 1774, totuși există dovezi ale continuității satului încă de pe vremea lui Ștefan cel Mare. Un prim argument ar putea fi considerat diviziunea satului în funcție de Leica și anume Maluri Munteni, care aparținea județului Râmnic și Maluri Moldova, care aparținea județului Putna. O altă dovadă a vechimii satului o reprezintă existența în cimitirul de la Moldova a doua cruci ale eteriștilor, luptători greci morți în timpul Revoluției de la 1821 și îngropați în gropi comune. De asemenea, în 1802 exista în Maluri Moldova o Biserică din lemn cu hramul "Cuvioasa Paraschiva". Biserica de la Maluri Munteni este zidită de boierul Robescu și soția sa și are hramul "Sfantul Ierarh Nicolae", datând din 1819, dupa moartea ultimului domn fanariot din Muntenia, Alexandru Șuțu. O alta diviziune a satului o constituie Cătunul, fostul sat Botești, care aparținea de Maluri Munteni. Lista de dovezi care susțin ideea vechimii satului Maluri poate fi completată și cu alte exemple, între care amintim existența unor frasini in cimitirul de la Moldova cu o vâsta de 4-5 secole, frasini plantați de mălureni la capatâiul morților. De-a lungul timpului satul a suferit numeroase transformări administrative, între care cea mai importantă a fost în 1926 când comuna Malurile, alcatuită din Maluri Munteni și Cătun se unește cu Maluri Moldova și rezultă comuna Malurile. In 1950 Maluri devine parte componentă a comunei Hîngulești, iar în 1968 Maluri devine componentă a comunei Vulturu.

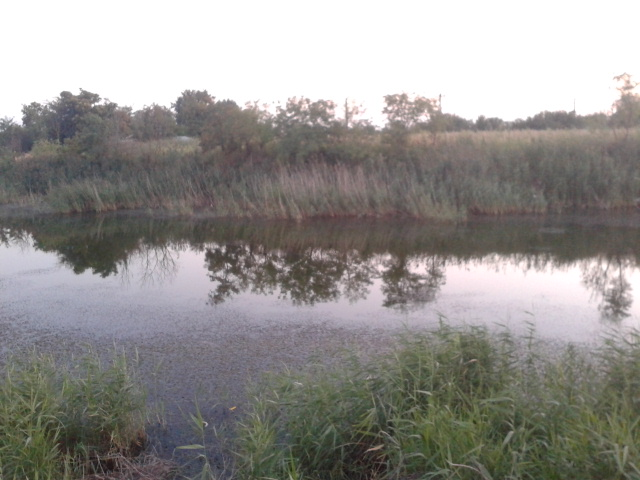
Leica in luna august 2015

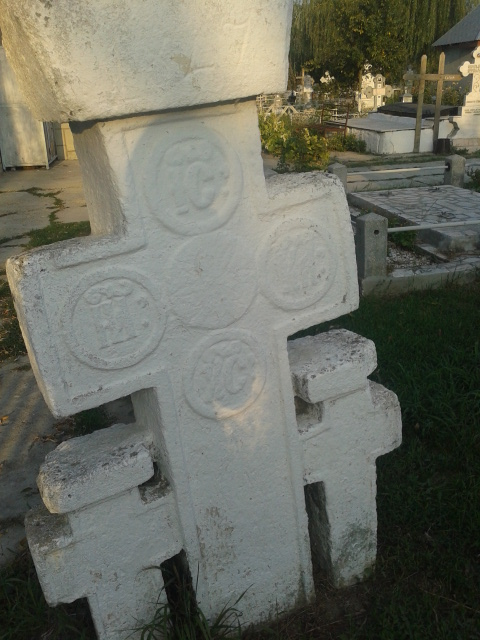
Crucea eroilor

## Școala
În 1838 ia ființă la Maluri o scoală , dar care nu va funcționa decât în 1839, când vine învățătorul Dumitru Marchidan. În anul 1856 funcționa Școala Mixta Maluri, învățător fiind domnul Florea Tudorache. În perioada anilor 1862-1863 la școală frecventau și elevi de la Maluri Moldova. În 1912 se construiește primul local de școala, alcătuit din: o sală de clasă, cancelaria, un antreu și casa învățătorului. De-a lungul timpului școala își modifică numărul de clase(din 7 clase rămâne doar cu 4 în 1948, iar din 4 clase devin 7 în 1960, urmând ca în 1968 să fie construit localul actual al școlii). În prezent (2015), în școala de la Maluri funcționează 4 clase simultan si grădinița. În 2017 școala s-a desființat.

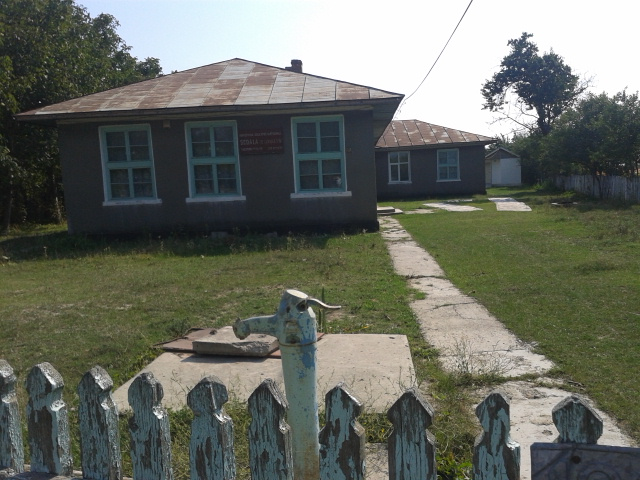
Școala din Maluri

## Biserica
În istoria satului au fost identificate mai multe biserici, cea mai veche atestată documentar fiind Biserica cu hramul "Cuvioasa Paraschiva" din Maluri Moldova din 1802. Acum pe ruinele acestei Biserici a fost construită (în 2015)  o capelă nouă pe care o putem vedea și astăzi, decorată cu icoane vechi de sute de ani și cu o cruce mare care a aparținut troiței de lânga caminul cultural. De asemenea, mai exista și o biserică la Maluri Munteni în care se slujește Sfânta Liturghie în fiecare duminică și sărbătoare.

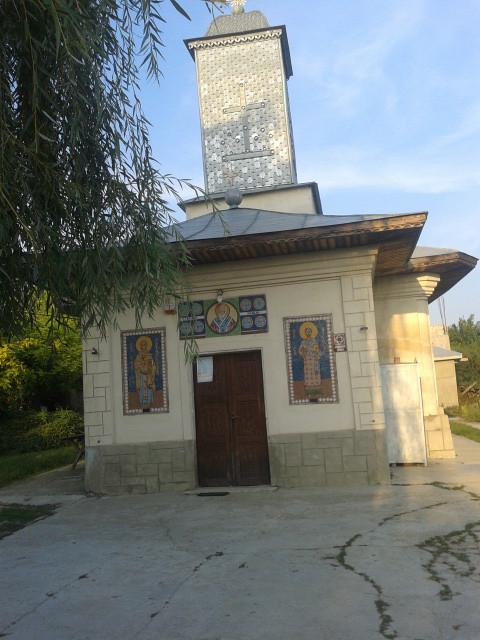
Biserica de la Maluri

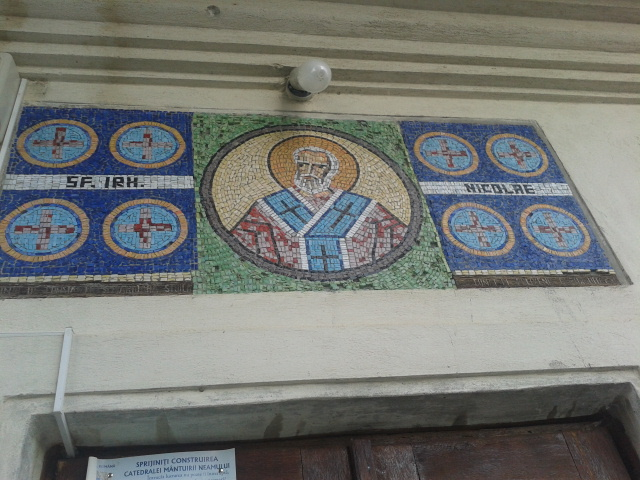
Mozaicul de la Biserica

## Monumente istorice
În satul Maluri există un singur monument istoric: Biserica de la Maluri Munteni cu hramul "Sfântul Ierarh Nicolae". Aceasta a fost zidită de către boierul Costache Robescu și de sotia sa, Măriuța, în anul 1819, dar istoria vorbește și de o biserică zidită după 1700, dar care a fost demolată. Biserica a avut de înfruntat numeroase încercări, dar Bunul Dumnezeu a binecuvântat acest loc și Biserica a fost mereu reparată. Curtea bisericii este împărțită prin intermediul unui gard în cimitirul eroilor germani morți în zona satului Maluri și cimitirul locuitorilor.

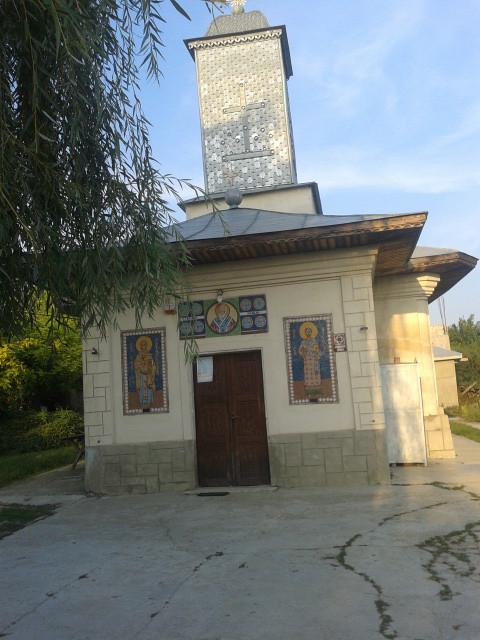
Biserica din Maluri

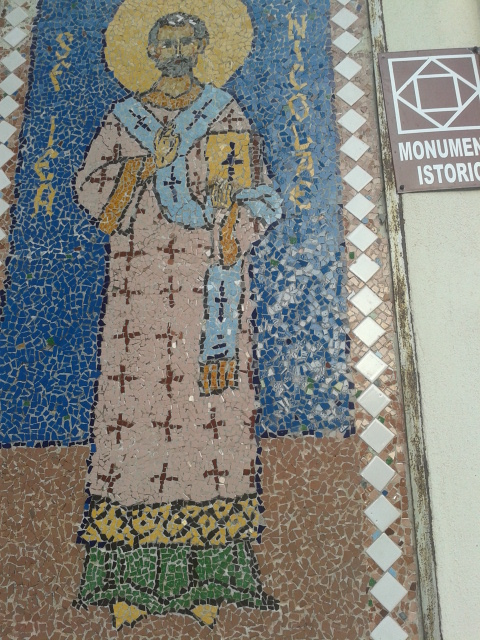
Sfântul Nicolae

## Leica
Demult, Siretul avea albia mai la vest de cea de astăzi și curgea prin ținutul Putna, pe teritoriul actualei comune Vulturu. După deplasarea apei Siretului în albia Bârladului, albia veche a rămas un curs secundar, ia cu timpul a secat și s-a astupat, dar nu pe tot traseul. Astfel a luat naștere pârâul Leica.

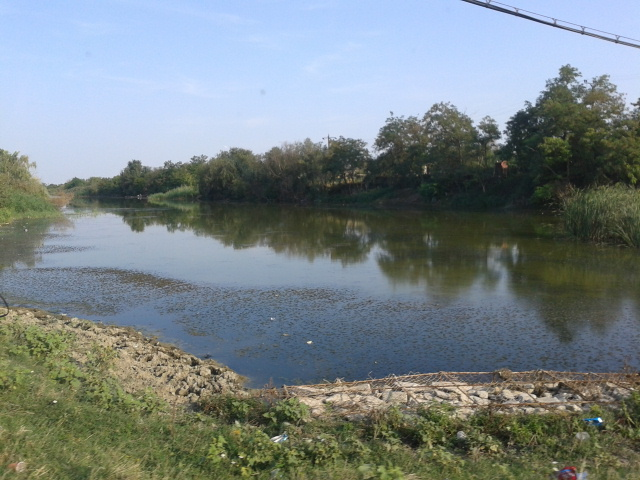
Leica